# قرار مجلس الأمن التابع للأمم المتحدة رقم 1318
قرار مجلس الأمن التابع للأمم المتحدة رقم 1318، المتخذ بالإجماع في 7 أيلول / سبتمبر 2000، بعد عقد اجتماع لزعماء العالم بمناسبة قمة الألفية، أقر المجلس إعلان الأمم المتحدة بشأن الألفية بشأن ضمان دور فعال لمجلس الأمن في الحفاظ على السلام والأمن، ولا سيما في أفريقيا.

## القرار
اعتمد مجلس الأمن الإعلان التالي، مقسم إلى ثمانية فصول.

### I
التزم مجلس الأمن بمبادئ ميثاق الأمم المتحدة؛ المساواة والسيادة والسلامة الإقليمية والاستقلال لجميع الأمم؛ احترام حقوق الإنسان؛ وأكد على عدم استخدام القوة أو التهديد في العلاقات الدولية.

### II
وتعهد المجلس بالمشاركة في جميع مراحل الصراع، من المنع إلى حفظ السلام بعد الصراع. سيكون لجميع المناطق أولوية متساوية، ولكن سيتم إيلاء اهتمام خاص لأفريقيا.

### III
وشجع بقوة على وضع استراتيجيات لتحديد الأسباب الجذرية للنزاعات. وسيجري تعزيز عمليات حفظ السلام بولايات واضحة مع توفير الأمن والأفراد المدربين والمجهزين بشكل جيد والمشاورات مع البلدان المساهمة بقوات. ويتعين تعزيز قدرة قوات حفظ السلام وتحسين التمويل.

### IV
وسيُنظر في تقرير الفريق المعني بعمليات الأمم المتحدة للسلام.

### V
ومن الأهمية بمكان نزع سلاح المقاتلين السابقين وتسريحهم وإعادة إدماجهم، وضرورة إدراج هذه البرامج في ولايات عمليات حفظ السلام.

### VI
ودعا المجلس إلى اتخاذ إجراءات دولية ضد الاتجار غير المشروع بالأسلحة ومحاكمة مرتكبي الجرائم ضد الإنسانية والإبادة الجماعية وجرائم الحرب. علاوة على ذلك، من المهم توعية حفظة السلام ضد فيروس نقص المناعة البشرية / الإيدز في جميع العمليات.

### VII
وكان لا بد من تعزيز الاتصالات مع المنظمات الإقليمية والدولية وفقا للفصل الثامن من ميثاق الأمم المتحدة. وفي حالة أفريقيا، تم التأكيد على استمرار التعاون والتنسيق بين الأمم المتحدة ومنظمة الوحدة الأفريقية لمعالجة النزاعات.

### VIII
في نهاية المطاف، تقع مسؤولية حل النزاعات على عاتق الأطراف أنفسهم. ولن تنجح عمليات حفظ السلام المصممة لتنفيذ اتفاقات السلام إلا إذا كان هناك التزام حقيقي من الأطراف المعنية. وأخيراً، دعا المجلس جميع الدول إلى تأمين عالم خالٍ من الحروب.

## روابط خارجية
- نص القرار في undocs.org